# Robert och Jessica
Robert och Jessica är en svensk miniserie i fyra avsnitt i regi av Per Berglund och med manus av Henry Hall. Serien hade premiär 8 maj 1975 i TV2 och producerades av MovieMakers. Serien lades upp på SVT:s Öppet arkiv 2015, men togs bort 2016 i samband med ett nytt avtal.

## Handling
Akademikern Robert och den utbildade journalisten Jessica träffas på arbetsförmedlingen. Båda har studerat länge, är arbetssökande och bostadslösa. De slår sig ihop i jakten på arbete och bostad och trots sina olikheter gillar de varandra allt mer.

## Rollista
- Hans Klinga - Robert
- Lisbeth Zachrisson - Jessica
- Björn Gustafson - lägenhetsgranne
- Lil Terselius - Jessicas väninna, arbetsförmedlare
- Kjell-Hugo Grandin - arbetsförmedlare
- Kerstin Widgren - bostadsförmedlare
- Maud Hyttenberg - fru Larsson, hyrestant
- Olof Bergström - informationschef
- Carl Billquist - "Bowling", kontorist
- Viveca Dahlén - sekreterare
- Ernst Günther - reklambyrådirektör
- Jan Bergquist - art director
- Gösta Bredefeldt - svartmäklare
- Börje Ahlstedt - Per
- Anita Wall - Agneta
- Peder Falk - Lennart, Roberts vän
- Gun Robertson - Jessicas mor